# Мнухин, Лев Абрамович
Ле́в Абра́мович Мну́хин (9 апреля 1938, Москва — 3 июня 2020) — российский литературовед, историк литературы, библиофил и писатель, специалист по истории и литературе русского зарубежья. Автор более 200 публикаций (автор, составитель и один из авторов многотомных справочных изданий) и статей о жизни и творчестве М. И. Цветаевой, о поэтах Серебряного века и истории русской литературы XX века и истории русской эмиграции. Лауреат Премии фонда имени академика Д. С. Лихачёва (2012). Лауреат Премии Правительства РФ в области культуры (2013). Заслуженный работник культуры Российской Федерации (2015). Кандидат технических наук, специалист по электротехнике.

## Биография

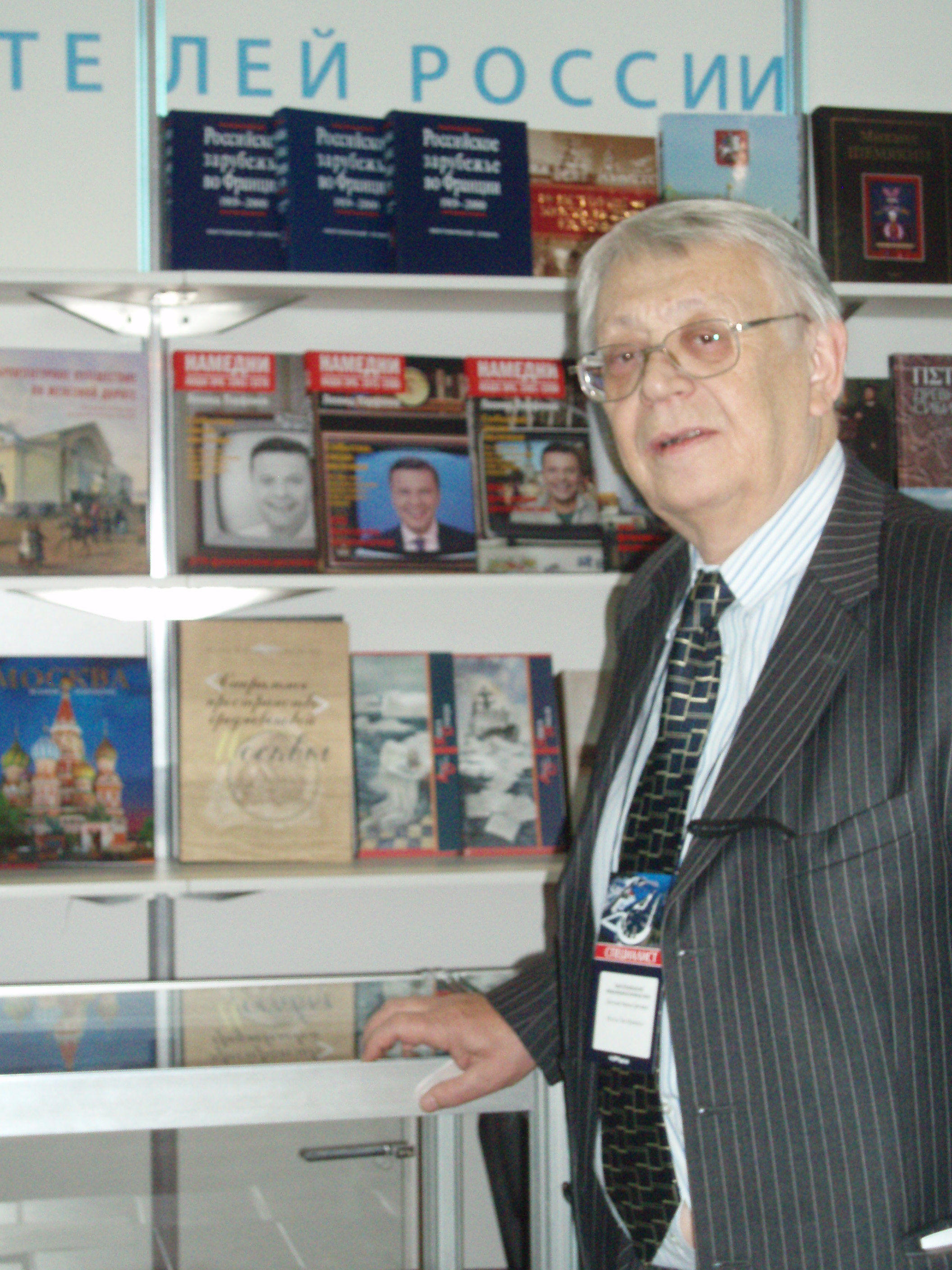
Л. А. Мнухин на Книжном фестивале в Санкт-Петербурге

Родился 9 апреля 1938 года в Москве.
В 1961 году окончил Московский энергетический институт по специальности «инженер-электрик» и занимался вопросами внедрения в промышленность новых электротехнических устройств, а также возглавлял научную лабораторию, преподавал и писал научные работы (свыше 30 научных публикаций, в том числе учебник для электромеханических техникумов) по проблемам электротехники, получил несколько авторских свидетельств на изобретения.
В 1961—1964 годы работал в ГПИ «Электропроект».
В 1964—1985 годы работал ведущим конструктором, старшим научным сотрудником Всесоюзного научно-исследовательского института электротермического оборудования, а с 1985 по 1991 год заведовал лабораторией. Разработал серию промышленных симметрирующих устройств для мощных однофазных электропечей.
В 1990—2000 годы сотрудничал с русскоязычной общеевропейской газетой «Русская мысль».
В 1991—1994 годы — руководитель научного отдела Культурного и научного центра «Дом-музей М. И. Цветаевой».
С 1994 года — руководитель Российского отделения Группы изучения русской эмиграции (фр. Groupe de recherche sur l’émigration russe (GRER)).
С 1996 года — член Союза писателей Москвы.
С 1997 года — старший научный сотрудник Мемориального Дома-музея Марины Цветаевой в Болшеве.
С 2000 года — член Русской академической группы в США по изучению русской эмиграции.
С 2011 года — член-учредитель Национального союза библиофилов.
Автор статей в журналах «Новый мир», «Звезда», «Литературное обозрение», «Всемирное слово», «Библиофильские известия» и других.
Умер 3 июня 2020 года. Похоронен на Новом городском кладбище Дзержинского.

## Библиофильская деятельность

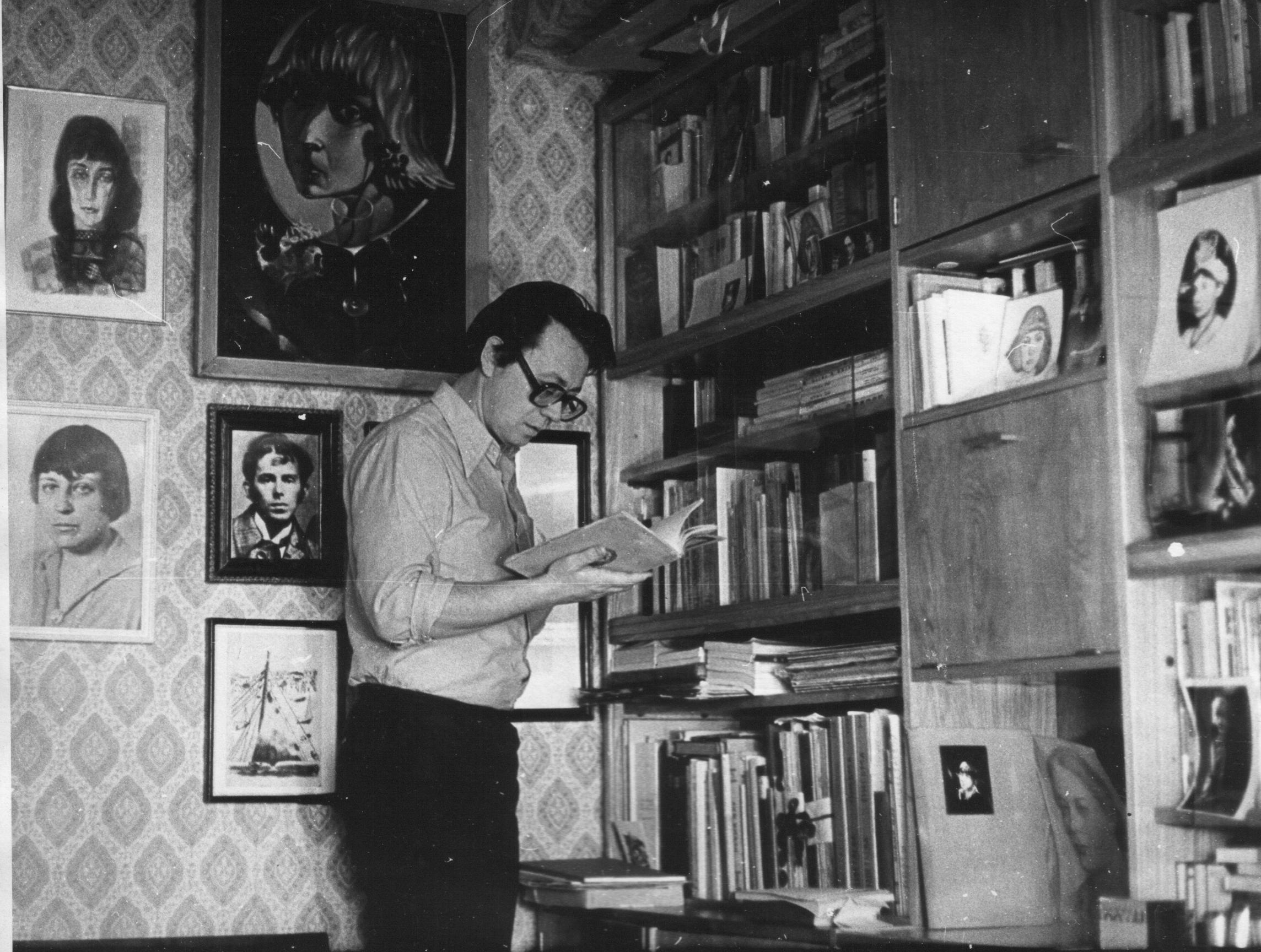
Л. А. Мнухин в домашнем музее (1970-е)

В 1960—1970-е создал в квартире собственный домашний музей, где начал собирать материалы о М. И. Цветаевой («все прижизненные издания и публикации, личные вещи поэта, материалы о семье и окружении») и русской эмиграции. Благодаря собранным материалам, были подготовлены первые публикации (1979—1989) и выпущены первые библиографические указатели, посвящённые Цветаевой. В 1977—1991 годы в библиотеках Москвы на базе собрания проводились Цветаевские чтения, материалы которых вошли в состав двухтомного сборника «Всё о Цветаевой».

## Награды и премии
- Заслуженный работник культуры Российской Федерации (2015)[9][10]
- Заслуженный работник культуры Московской области
- Лауреат Литературной премии имени М. И. Цветаевой
- Лауреат Литературной премии имени С. Н. Дурылина
- Лауреат Премии фонда имени академика Д. С. Лихачёва (2012)
- Лауреат Премии Правительства РФ в области культуры (2013)[4] «за издание „Марина Цветаева. Письма 1905—1923“»[11]
- Бронзовая медаль ассоциации Ренессанс Франсез[фр.] за заслуги в области франкофонии (2015)[12]

## Труды

### Справочные издания по русской эмиграции
- Русское зарубежье. Хроника научной, культурной и общественной жизни во Франции. 1920—1940: В 4 тт / Общ. ред., вступ. ст. и сост. Л. А. Мнухин. — Париж-М.., 1995—1997.
- Русское зарубежье. Хроника научной, культурной и общественной жизни во Франции. 1940—1975: В 4 тт / Общ. ред. и сост. Л. А. Мнухин. — Париж, М., 2000—2002.
- Российское зарубежье во Франции, 1919—2000 : биогр. слов. : в 3 т. / под общ. ред. Л. Мнухина, М. Авриль, В. Лосской. — М. : Наука : Дом-музей Марины Цветаевой, 2008—2010. — 1000 экз. — ISBN 978-5-02-036267-3.

### Книги
- Гитарц Д. А., Мнухин Л. А. Симметрирование трёхфазной сети при питании однофазных электротермических установок. — М.: Энергия, 1969. — 61 с.
- Гитарц Д. А., Мнухин Л. А. Симметрирующие устройства для однофазных электротермических установок. — М.: Энергия, 1974. — 116 с.
- Свенчанский А. Д., Трейзон З. Л., Мнухин Л. А. Электроснабжение и автоматизация электротермических установок. — М.: Энергия, 1980.
- Мнухин Л. А. Итоги и истоки. Избранные статьи. — Болшево. Моск. обл.: Муниципальное учреждение культуры «Мемориальный Дом-музей Марины Цветаевой в Болшеве», 2008. — 512 с.
- Мнухин Л. A. Итоги и истоки: Десять лет спустя. — М.: Собрание, 2019. — 560 с. — ISBN 978-5-9606-0171-9.

### Составление и редакция
- Марина Цветаева. Библиографический указатель литературы о жизни и деятельности.   1910-1941 и 1942-62 / Сост. Л. А. Мнухин. — Wien, 1989. — 149 с. — (Wiener Slawistischer Almanach. Sonderband 23).
- Bibliographie des oeuvres de Marina Tsvetaeva / Сост. Л. А. Мнухин,  Т. Гладкова. — 2-е изд., испр. и доп.. — Paris: Institut d'Etudes slaves, 1993. — 776 p.
- Цветаева М. И. Об искусстве / Сост., коммент. Л. А. Мнухин, Л. А. Озеров). — М.: Искусство, 1991. — 479 с.
- Посвящается Марине Цветаевой: сборник стихов (антология) / Вступ. ст., подгот. текста и сост. Л. А. Мнухин, В. С. Мнухина). — М.: Московский фонд культуры, 1991. — 240 с.
- Воспоминания о Марине Цветаевой: сборник / Сост. Л. А. Мнухин, Л. М. Турчинский. — М.: Советский писатель, 1992. — 592 с.
- Цветаева М. И. Собрание сочинений в 7 т. / Сост., подгот. текста и коммент. Л. А. Мнухин (тома 1-5 в соавторстве с А. А. Саакянц). — М.: Эллис Лак, 1994—1995.
- Марина Цветаева. Фотолетопись жизни поэта / Сост., подгот. текста Л. А. Мнухин, А. А. Саакянц. — М., 2000. — 352 с.
- Цветаева М. И. Господин мой — Время / Сост., подгот. текста и примеч. Л. А. Мнухин, А. А. Саакянц. — М.: Вагриус, 2000. — 526 с.
- Цветаева М. И. Письма к Наталье Гайдукевич / Сост., подгот. текста и примеч. Л. А. Мнухин. — М.: Русский путь, 2002. — 146 с.
- Марина Цветаева в воспоминаниях современников: Рождение поэта / Сост., вступ. статья и примеч. Л. А. Мнухин, Л. М. Турчинский. — Аграф, 2002. — 342 с.
- Марина Цветаева в воспоминаниях современников: Годы эмиграции / Сост., подгот. текста, вступ. статья и примеч. Л. А. Мнухин, Л. М. Турчинский. — М.: Аграф, 2002. — 336 с.
- Марина Цветаева в воспоминаниях современников: Возвращение на родину / Сост., подгот. текста, вступ. статья и примеч. Л. А. Мнухин, Л. М. Турчинский. — М.: Аграф, 2002. — 304 с.
- Марина Цветаева в критике современников: Родство и чуждость / Сост, подгот. текста и коммент. Л. А. Мнухин, Е. В. Толкачёва. — М.: Аграф, 2003. — 656 с.
- Марина Цветаева в критике современников: Обреченность на время / Сост., подгот. текста и коммент. Л. А. Мнухин, Е. В. Толкачёва. — М.: Аграф, 2003. — 640 с.
- Цветаева М. И. «В завтра речь держу…». Автобиографическая проза / Сост., подгот. текста и примеч. Л. А. Мнухин, А. А. Саакянц. — М., 2004. — 559 с.
- Цветаева М. И. «Долг повелевает – петь». Стихотворения и поэмы. / Предисл., сост., подгот. текста и примеч. Л. А. Мнухин, А. А. Саакянц).. — М.: Вагриус, 2005. — 528 с.
- Цветаева М. И., Руднев В. «Надеюсь – сговоримся легко»: Письма 1933-1937 годов / Сост., подгот. текста и примеч. Л. А. Мнухин. — М.: Вагриус, 2005. — 208 с.
- Мгновений след: Марина Цветаева в воспоминаниях современников / Сост., подгот. текста Л. А. Мнухин. — М.: Вагриус, 2006. — 520 с.
- Цветаева М. И. Письма к Анне Тесковой / Сост., подгот. текста и коммент. Л. А. Мнухин. — Болшево. Моск. обл.: Муниципальное учреждение культуры «Мемориальный Дом-музей Марины Цветаевой в Болшеве»; Типография «Новости», 2008. — 512 с.
- Цветаева М. И. Избранное: в 2 т / Примеч. Л. А. Мнухин. — М.: ПРОЗАиК, 2012.
- Цветаева М. И. Здесь — жизнь — одна: сб. прозы / Сост. и примеч. Л. А. Мнухин. — М.: АСТ, 2012. — 760 с.
- Письма
  - Цветаева М. И. Письма 1905-1923 гг. / Сост., подг. текста, коммент. Л. А. Мнухин (при участии Л. Г. Трубицыной). — М.: Эллис Лак; Мемориальный Дом-музей Марины Цветаевой в Болшеве, при участии Дома-музея Марины Цветаевой в Москве, 2012. — 790 с.
  - Цветаева М. И. Письма 1924-1927 / Сост., подгот. текста, коммент. Л. А. Мнухин (при участии Л. Г. Трубицыной). — М.: Эллис Лак, Мемориальный Дом-музей Марины Цветаевой в Болшеве, при участии Дома-музея Марины Цветаевой в Москве, 2013. — 760 с.
  - Цветаева М. И. Письма 1928–1932 / Сост., подгот. текста, коммент.. — М.: Эллис Лак, Мемориальный Дом-музей Марины Цветаевой в Болшеве, при участии Дома-музея Марины Цветаевой в Москве, 2015. — 624 с.
  - Цветаева М. И. Письма 1933–1936 / Сост., подгот. текста, коммент.. — М.: Эллис Лак, Мемориальный Дом-музей Марины Цветаевой в Болшеве, при участии Дома-музея Марины Цветаевой в Москве, 2016. — 816 с.
  - Цветаева М. И. Письма 1937–1941 / Сост., подгот. текста, коммент.. — М.: Эллис Лак, Мемориальный Дом-музей Марины Цветаевой в Болшеве, при участии Дома-музея Марины Цветаевой в Москве, 2016. — 496 с.
- «Я бесконечно благодарна всякому вниманию…»: ответы на анкету «Моя Цветаева» известных  деятелей отечественной и зарубежной культуры. Сборник. / Сост., общая ред. Л. А. Мнухин. — М.: Мемориальный Дом-музей Марины Цветаевой в Болшеве, 2012. — 326 с.
- Марина Цветаева и Франция: Каталог выставки. (К 75-летию возвращения из Франции на родину) / Под общей ред. Л. А. Мнухина. — М.: Дом-музей Марины Цветаевой, 2014. — 127 с.
- Всё о Цветаевой. Тематические встречи при собрании материалов. В 2-х т. / Сост. Л. А. Мнухин. — М.: Принципиум, 2015. — Т. 1. — 440 с.
- Всё о Цветаевой. Тематические встречи при собрании материалов. В 2-х т. / Сост. Л. А. Мнухин. — М.: Принципиум, 2015. — Т. 2. — 472 с.
- Библиофильский венок М. И. Цветаевой: автографы и мемориальные предметы из собраний Л. А. Мнухина и М. В. Сеславинского: [альбом-каталог] / авт.-сост. Л. А. Мнухин, М. В. Сеславинский. — М.: БОСЛЕН, 2017. — 208 с.

### Статьи
- Мнухин Л. А. Цветаева и Керенский // Вестник русского христианского движения. — Париж-Нью-Йорк- Москва, 1994. — № 169. — С. 147—163.
- Мнухин Л. А. Литературные контакты: Прага-Париж // Русская, украинская и белорусская эмиграция в Чехословакии между двумя войнами. Результаты и перспективы исследований. — Прага, 1995. — С. 135—140.
- Мнухин Л. А. Отношения с Адамовичем // Марина Цветаева. Песнь жизни. Международный парижский симпозиум 1992. — Париж, 1996. — С. 58—76.
- Мнухин Л. А. Марина Цветаева // Москва: Энциклопедия. — М., 1997. — С. 881—882.
- Мнухин Л. А. Марина Цветаева и российские поэты Китая // Россияне в Азии. — Торонто, 2000. — № 7. — С. 285—299.
- Мнухин Л. А. Послевоенная русская эмиграция во Франции // Всемирное слово: Международный журнал. — СПб., 2000. — № 13. — С. 44—50.
- Мнухин Л. А. Литература первой волны в изданиях после 1940 г. (часть 1) // Литературная энциклопедия русского зарубежья, 1918—1940 : в 4 т. / РАН Ин-т науч. информации по общественным наукам ; гл. ред. А. Н. Николюкин. — 2-е изд. — М. : РОССПЭН, 2000. — Т. 2 : Периодика и литературные центры. — С. 560—565. — ISBN 5-8243-0097-6 (т. 2).
- Мнухин Л. А. Литература первой волны в изданиях после 1940 г. (часть 2) // Литературная энциклопедия русского зарубежья, 1918—1940 : в 4 т. / РАН Ин-т науч. информации по общественным наукам ; гл. ред. А. Н. Николюкин. — 2-е изд. — М. : РОССПЭН, 2000. — Т. 2 : Периодика и литературные центры. — С. 569—570. — ISBN 5-8243-0097-6 (т. 2).
- Мнухин Л. А. Русские сестры милосердия во Франции (проблемы права, трудоустройства и социальной защиты) // Правовое положение российской эмиграции в 1920-1930-е годы: Сб. научных трудов. — СПб.: «Сударыня», 2006. — С. 132—139.
- Мнухин Л. А. «Между Парижем и Ниццей…» (Русские эмигранты в городах Франции) // «В рассеянии сущие…»: Культурологические чтения «Русская эмиграция XX века», Москва, 2005.. — М.: Дом-музей Марины Цветаевой, 2006. — С. 11—22.
- Мнухин Л. А. Цветаева М. И. // Литературная энциклопедия русского зарубежья, 1918—1940 : в 4 т. / РАН Ин-т науч. информации по общественным наукам ; гл. ред. А. Н. Николюкин. — 2-е изд. — М. : РОССПЭН, 2006. — Т. 4 : Всемирная литература и русское зарубежье. — С. 469—479. — ISBN 5-8243-0773-3 (т. 4).
- Мнухин Л. А. Марина Цветаева и французские писатели // Русские писатели в Париже: Взгляд на французскую литературу: 1920-1940. — Москва Женева, 2007. — С. 215—230.
- Мнухин Л. А. Марина Цветаева и Ромен Роллан // Марина Цветаева в XXI веке. XVII и XVIII Международные Цветаевские чтения в Болшеве. — Королёв, Московской обл., 2007. — С. 63—71.
- Мнухин Л. А. Русское зарубежье: о некоторых проблемах издания биографических словарей // Берега. Информ.-аналитический сб. — СПб., 2007. — № 8. — С. 51—53.
- Мнухин Л. А. Традиции Серебряного века в культуре повседневности русской эмиграции // «L’Âge d’Argent dans la culture russe». — Lyon, 2008. — С. 551—560.
- Мнухин Л. А. Марина Цветаева и самиздат в СССР // Интернет-портал «From the Other shore». — 2008.
- Мнухин Л. А. Физики как лирики и лирики как физики в среде русской эмиграции во Франции // L’Unité sémantique de l’age d’argent (Семантическая целостность Серебряного века). — Lyon, 2010. — С. 379—398.
- Мнухин Л. А. Всё о Цветаевой: Моё собрание // Библиофильство и личные собрания / Сост. и предисл. М. В. Сеславинского.. — М.: Пашков дом, 2011. — С. 263—270.
- Мнухин Л. А. Марина Цветаева и Франц Кафка // Марина Цветаева в XXI веке: Цветаевские чтения в Болшеве (2007, 2009 гг.): Сб. материалов. — Королев: Дом-музей М. И. Цветаевой в Болшеве, 2011. — С. 52—56.
- Мнухин Л. А. Союз ревнителей памяти императора Николая II: история создания, деятельность, члены // Берега. Информационно-аналитический сборник о русском зарубежье. — СПб., 2012. — Вып. 15. — С. 13—17.
- Мнухин Л. А. «Листки для детского чтения» и детские книги в оформлении сестры Иоанны (Рейтлингер). // Художники-иллюстраторы Русского зарубежья и детская литература: Сборник статей / Сост. Н. А. Авдюшева-Лекомт, М. Д. Чернышева. — СПб., 2011.
- Мнухин Л. А. Марина Ивановна Цветаева // Московская энциклопедия. Лица Москвы. — М.: Издательский центр «Москвоведение», 2012. — Т. 5. (Также статья размещена в электронной версии: «Московская энциклопедия. Лица Москвы». Электронное издание. Диск IV (С-Я). 2011.)
- Мнухин Л. А. Эпистолярное творчество Марины Цветаевой: новые материалы // Powrócić do Rosji wierszami i prozą. Literatura roszjskiej emigracji. Литература русского зарубежья: Вернуться в Россию стихами и прозой / Под ред. Г. Нефагиной. — Slupsk: Akademia Pomorska w Slupsku, 2012. — С. 90—97.
- Мнухин Л. А. «Русские в театре и кинематографе в оккупированном Париже». — Русское зарубежье и Вторая мировая война: IV Культурологические чтения «Русская эмиграция XX века». Сб. — М.: Дом-музей Марины Цветаевой, 2013. — 91-102 с.
- Мнухин Л. А. Русские коллекционеры икон в Париже // Берега. Информационно-аналитический сборник о русском зарубежье. — СПб.. — Вып. 17. — С. 15—20.
- Мнухин Л. А. Советская литература периода «оттепели» в эмигрантской критике // Метрополия и диаспора: две ветви русской литературы. V Культурологические чтения «Русская эмиграция XX века». — М.: Дом-музей Марины Цветаевой, 2015. — С. 90—103.

## Интервью
- Володина Е. Лев Мнухин: Итоги и истоки // Агентство новостей Подмосковья.
- Гурова Г. «Когда мы были молодыми» // Библиотеки Москвы – юношеству: Практика работы, проекты, информация. — М.: ЦГМБ имени М. А. Светлова, 2013. — Вып. 44. — С. 77—96.
- Новожёнов Л. К выходу книги «Марина Цветаева. Письма к Анне Тесковой» // Телеканал НТВ-Мир. — 04.11.2008.
- Пахомова Л. Родство и чуждость (недоступная ссылка — история) // Вечер Елабуги. — 30.08.2006. — № 415(35).
- Пешкова М. Марина Цветаева — Анна Тескова: дружба "на расстоянии" // Радио Эхо Москвы. — 05.10.2008.
- Толкачёва Е. В. Лев Мнухин. Притяжение поэта. Беседа // Литературная учёба. — 2008. — № 2. Архивировано 20 июня 2011 года.
- Толстой И. Русская эмиграция после войны: Беседа с историком Львом Мнухиным // Радио Свобода. — 15.04.2002.
- Толстой И. Цветаеведы // Радио Свобода. — 2001.